# Косарева, Елена Борисовна
Косарева, Елена Борисовна (род. 18 декабря 1961) — советский и российский художник-мультипликатор. В 1979-88 г. работала на студии «Мульттелефильм» ТО «Экран». Художник-постановщик анимационной студии «Пилот».

## Фильмография

### Художник
- 1980 «Кнопочки и человечки»
- 1980 «Солдатская сказка»
- 1981 «Пластилиновая ворона»
- 1983 «Падал прошлогодний снег»
- 1984 «Жар-птица»

### Художник-постановщик
- 1981 «Спокойной ночи, малыши!» (заставка телепередачи)
- 1983 «Обратная сторона луны»
- 1985 «Кубик»
- 1990 «Ловцы жемчуга»
- 2004 «Гора самоцветов. Лиса-сирота»